# Aiamaa
Aiamaa – wieś w Estonii, w prowincji Tartu, w gminie Nõo.